# Sêrxü
Sêrxü, även känt som Sershul, är ett härad i den tibetanska autonoma prefekturen Garzê i Sichuan-provinsen i sydvästra Kina.